# Seven Churches
Seven Churches – debiutancka płyta amerykańskiej deathmetalowej grupy Possessed, wydana w 1985.  
Wydawnictwo ukazało się nakładem wytwórni Relativity Records. Album uważany jest za pionierski w gatunku death metalu. Wywarł znaczący wpływ na rozwój tego gatunku, inspirował też jego nazwę – od tytułu utworu zamykającego płytę. Zarówno ciężkie brzmienie gitar, jak i szorstki wokal Jeffa Becerry, są bardziej ekstremalne niż cokolwiek, co zostało wydane wcześniej w thrash metalu. Podobny styl był charakterystyczny dla wielu późniejszych zespołów (np. amerykański Death).
Podczas nagrywania basista i wokalista Jeff Becerra oraz gitarzysta Larry Lalonde mieli po 16 lat.
Tytuł nawiązuje do siedmiu kościołów Azji wzmiankowanych w biblijnej Apokalipsie św. Jana.
We wstępie do rozpoczynającego płytę utworu The Exorcist wykorzystano motyw muzyczny z płyty Tubular Bells Mike’a Oldfielda, w aranżacji z horroru Egzorcysta z 1973.

## Lista utworów
1. The Exorcist (sł. Torrao, muz. Torrao) – 4:51
2. Pentagram (sł. Becerra, muz. Torrao) – 3:34
3. Burning in Hell (sł. Becerra, muz. Torrao) – 3:10
4. Evil Warriors (sł. Becerra, muz. Torrao) – 3:44
5. Seven Churches (sł. Becerra, muz. Torrao, LaLonde) – 3:14
6. Satan’s Curse (sł. Torrao, muz. Torrao) – 4:15
7. Holy Hell (sł. Becerra, muz. Torrao) – 4:11
8. Twisted Minds (sł. Torrao, muz. Torrao) – 5:10
9. Fallen Angel (sł. Becerra, muz. Torrao) – 3:58
10. Death Metal (sł. Becerra, muz. Torrao) – 3:14

## Twórcy[3]
- Jeff Becerra – gitara basowa, wokal
- Larry LaLonde – gitara
- Mike Torrao – gitara
- Mike Sus – perkusja